# Villey-sur-Tille
Villey-sur-Tille é uma comuna francesa na região administrativa da Borgonha-Franco-Condado, no departamento de Côte-d'Or. Estende-se por uma área de 12,95 km². Em 2010 a comuna tinha 276 habitantes (densidade: 21,3 hab./km²).